# Leo Vaz
Leo Vaz (Capivari 6 juin 1890 - São Paulo 5 mars 1973), écrivain, enseignant et journaliste au Brésil. Il est l'auteur de romans et d'histoires courtes.

## Biographie
Leonel Vaz de Barros a commencé sa carrière très jeune.
Il est diplômé en tant que professeur en 1911 et a enseigné dans les villes de Sao Paulo et Recife (Escola de Navegação) jusqu'en 1918.
En tant que journaliste, a commencé à écrire pour le Journal de Piracicaba.
En 1918, il s'installe à São Paulo et, avec le soutien de Monteiro Lobato et Oswald de Andrade, embrassé la carrière journalistique, l'écriture pour des périodiques tels que le Jornal do Brasil, Jornal do Comércio, O Estado de Sao Paulo, où il était rédacteur en chef, secrétaire et directeur, jusqu'à sa retraite en 1951. En tant que journaliste fait une brillante carrière comme d'autres journalistes brésiliens qui ont été importants dans sa période de temps, tels que : Sud Menucci, Guilherme de Almeida, Afonso Schmidt, Galeão Coutinho, Paulo Gonçalves et Nestor Pestana. En 1969, bien que retraité, il est retourné à l'écriture dans l'Estado de São Paulo, où il resta jusqu'à sa mort en mars 1973.

## Principaux ouvrages
- Professor Jeremias (1920)
- Ritinha e outros casos (1923)
- O Burrico Lúcio (1951) : Basé sur l'histoire l'Âne d'or par Apulée[8]
- Páginas Vadias (1957)